# Elvis Karlsson
Elvis Karlsson är en barnbok från 1972 av den svenska författaren Maria Gripe med illustrationer av Harald Gripe.
Boken är den första av fem i serien om pojken Elvis Karlsson, vilken avslutades 1979. Huvudpersonen hade emellertid dykt upp redan i samma författares bok Julias hus och nattpappan (1971), samtidigt som de två huvudpersonerna i sistnämnda bok förekommer även i Elvis Karlsson.  Denna bok är således också en fortsättning av författarens två böcker om Julia och nattpappan.
I den lilla staden bor pojken Elvis tillsammans med sin mamma och pappa. Elvis mamma är en stor beundrare av Elvis Presley och har därför uppkallat sin son efter honom. Hon hade hoppats att sonen skulle bli som artisten, men är besviken då han inte har några förutsättningar för detta. Mamman är också missnöjd över att han inte är en flicka, eftersom hon anser att flickor är lättare att uppfostra. Hon är mest intresserad av att tala med sina väninnor samt att lyssna på radio och tar sig inte riktigt tid till att bry sig om Elvis. Detsamma gäller pappan är som besviken över att Elvis inte kan lära sig spela fotboll.
Elvis, som ännu inte börjat gå i skolan, har inte några jämnåriga vänner då han har gamla kläder som han ärvt efter sin farbror, som var sjuklig och dog redan som barn. Elvis tycker att han är mest till besvär i hemmet och fördriver han tiden med att gå omkring i staden och plantera fröer där han anser att det behövs blommor, särskilt där det bor personer som han ser som sina vänner. Ibland träffar han dock sin farfar, med vilken han har en god relation.
Julia och Peter är bortresta eftersom det är semestertid. Den gamla villa, vilken Julia tidigare bodde med sin mamma, står fortfarande kvar och Elvis går ofta dit för att se till en solros som han har planterat där. Han upptäcker dock att villan blivit ett tillhåll för motorintresserad ungdom, som dricker öl och vandaliserar där. När Peter så småningom återkommer till staden ser han det som sin uppgift att återställa ordningen i villan. Peter börjar också umgås med Elvis, som också längtar att Julia skall komma tillbaka.
Elvis Karlsson blev tillsammans med uppföljaren Elvis! Elvis! (1973) filmatiserad av Kay Pollak under namnet "Elvis! Elvis!" (1977).